# Ligyra flora
Ligyra flora är en tvåvingeart som beskrevs av Frey 1934. Ligyra flora ingår i släktet Ligyra och familjen svävflugor. Inga underarter finns listade i Catalogue of Life.